# 에노스 (성경 인물)

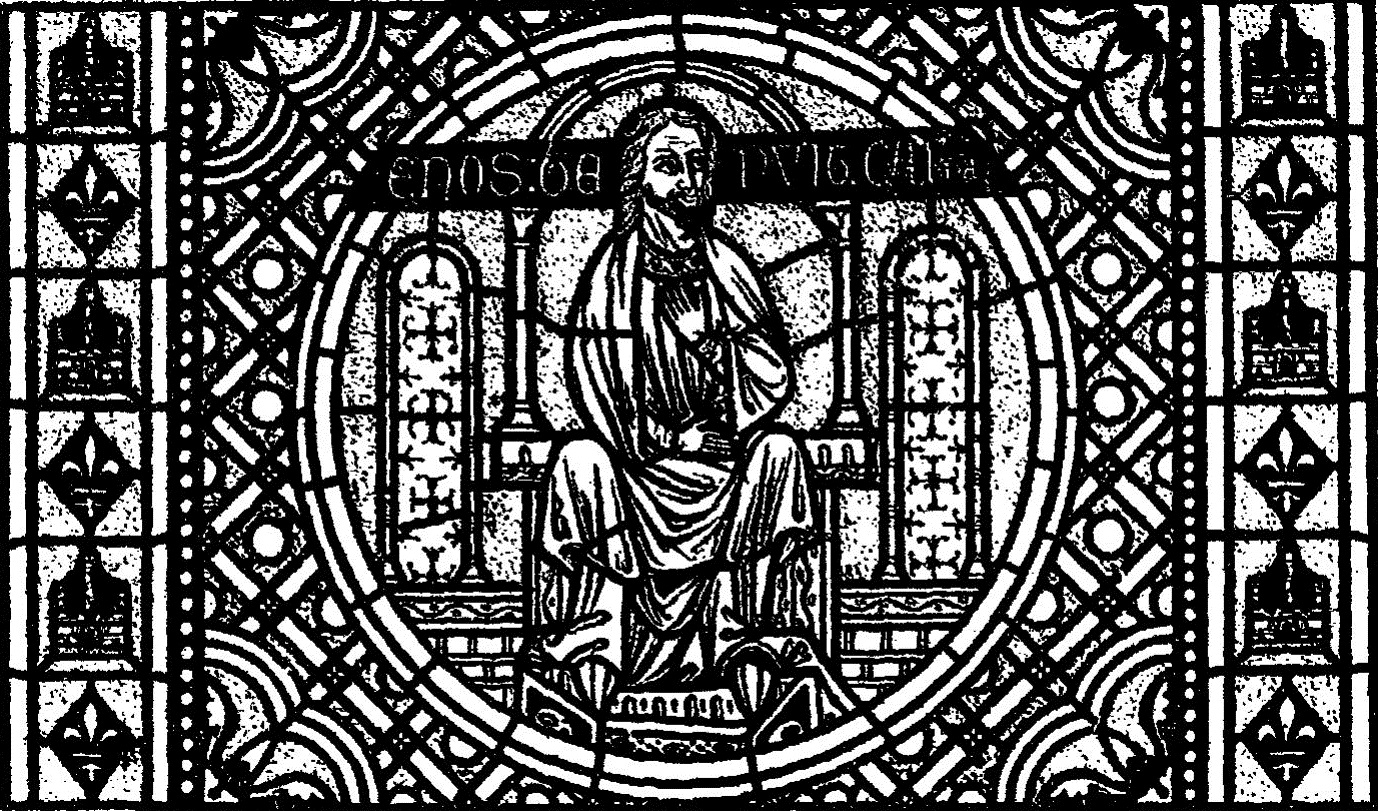

에노스(Enos)는 히브리어 성경 창세기의 인물이다. 아담 세대에 속하는 셋의 첫째 아들로 기술되고 있으며 역대기상에서도 언급된다.
기독교에 따르면 그는 누가복음 3장 38절에 언급된 바대로 예수의 계보의 일부이다. 이슬람교에서는 에노스가 이슬람 이전 선지자들의 여러 이야기 모음집에 언급된다.

## 히브리어 성경
창세기에 따르면 셋은 에노스가 태어난 당시 105세였다. (70인역 버전에서는 205세)
에노스는 케난의 아버지였으며 케난이 태어난 당시 에노스의 나이는 90세였다.

## 같이 보기
- 알룰림